# 1940-es norvég labdarúgókupa
A 1940-es norvég labdarúgókupa a Norvég labdarúgókupa 39. szezonja volt. A címvédő a Sarpsborg csapata volt. A kupában minden olyan csapat részt vehetett, amely tagja a Norvég labdarúgó-szövetségnek, kivéve az észak-norvégiai klubokat. A tornát a Fredrikstad nyerte meg, a kupa történetében ötödjére. A következő norvég kupa a második világháború miatt csak 1945-ben került megrendezésre.

## Első kör
| 1. csapat           | Eredmény   | 2. csapat     |
| ------------------- | ---------- | ------------- |
| Asker               | 1–2        | Skiens Grane  |
| Aurskog og Lierfoss | 1–8        | Nydalen       |
| Bjart               | 1–4        | Lisleby       |
| Borg                | 1–2        | Gimsøy        |
| Bragerøen           | 3–1        | Tønsberg Turn |
| Brann               | 6–0        | Hird          |
| Clausenengen        | 6–2        | Braatt        |
| Donn                | 6–0        | Mandal        |
| Drafn               | 6–1        | Borre         |
| Drøbak              | 1–8        | Kvik Halden   |
| Fjell               | 2–3        | Start         |
| Fjellkameratene     | 1–2        | Årstad        |
| Flekkefjord         | 3–0        | Vigør         |
| Florø-Varg          | 1–0        | Sandane       |
| Fram Larvik         | 3–1        | Dæhlenengen   |
| Fredrikstad         | 10–1       | Mercantile    |
| Freidig             | 3–1        | Verdal        |
| Fremad Lillehammer  | 4–1        | Briskebyen    |
| Frigg Oslo          | 11–0       | Grue          |
| Geithus             | 2–1        | Vikersund     |
| Gleng               | 2–7        | Gjøa          |
| Grane               | 4–1        | Kragerø       |
| Gresvik             | 2–1        | Strong        |
| Hamar               | 7–1        | Ullensaker    |
| Hardy               | 0–1        | Trane         |
| Jevnaker            | 5–0        | Kapp          |
| Kjelsås             | 4–4 (h.u.) | Gjøvik-Lyn    |
| Kongsberg           | 3–1        | Skien         |
| Kongsvinger         | 0–1        | Drammen       |
| Kvik                | 4–3        | National      |
| Lillestrøm          | 7–0        | Haga          |
| Magnor              | 1–6        | Lyn           |
| Molde               | 3–2        | Træff         |
| Moss                | 8–0        | Greåker       |
| Nordlandet          | 1–7        | Kristiansund  |
| Odd                 | 5–1        | Star          |
| Orkanger            | 6–2        | Dalguten      |
| Os                  | 0–14       | Djerv         |
| Pors                | 5–1        | Storm         |
| Rakkestad           | 2–9        | Sarpsborg     |
| Ranheim             | 3–1        | Brage         |
| Raufoss             | 1–5        | Sandaker      |
| Rjukan              | 1–2        | Snøgg         |
| Rollon              | 4–2        | Sykkylven     |
| Rosenborg           | 1–2        | Neset         |
| Roy                 | 2–4        | Skiold        |
| Sandefjord BK       | 3–3 (h.u.) | Strømsgodset  |
| Selbak              | 10–0       | Fagerborg     |
| Skeid               | 6–1        | Falk          |
| Stabæk              | 0–2        | Mjøndalen     |
| Stavanger           | 13–1       | Odda          |
| Sverre              | 5–1 (h.u.) | Steinkjer     |
| Tistedalen          | 0–2        | Torp          |
| Tynset              | 5–1        | Bergmann      |
| Tønsberg-Kameratene | 4–0        | Larvik Turn   |
| Sandnes Ulf         | 1–8        | Viking        |
| Urædd               | 1–2        | Sparta        |
| Vard                | 1–0        | Stord         |
| Vardal              | 4–2        | Kolbotn       |
| Voss                | 1–1 (h.u.) | Pallas        |
| Vålerengen          | 4–1        | Eidsvold      |
| Ørn Horten          | 3–0        | Liv           |
| Ørsta               | 1–3        | Aalesund      |
| Ålgård              | 1–2        | Jarl          |
| Újrajátszás         |            |               |
| Kjelsås             | 1–3        | Gjøvik-Lyn    |
| Sandefjord BK       | 3–2 (h.u.) | Strømsgodset  |
| Voss                | 3–2        | Pallas        |

## Második kör
| 1. csapat           | Eredmény   | 2. csapat          |
| ------------------- | ---------- | ------------------ |
| Brann               | 3–0        | Florø-Varg         |
| Djerv               | 4–2 (h.u.) | Voss               |
| Drammen             | 0–5        | Fredrikstad        |
| Freidig             | 7–2        | Tynset             |
| Gimsøy              | 3–1        | Odd                |
| Gjøa                | 2–0        | Fremad Lillehammer |
| Gjøvik-Lyn          | 1–0        | Jevnaker           |
| Grane               | 2–1        | Donn               |
| Hamar               | 1–5        | Frigg Oslo         |
| Jarl                | 0–2        | Stavanger          |
| Kristiansund        | 2–3        | Rollon             |
| Kvik Halden         | 3–2        | Ørn Horten         |
| Kvik                | 6–1        | Clausenengen       |
| Lisleby             | 5–4 (h.u.) | Bragerøen          |
| Lyn                 | 7–1        | Vardal             |
| Mjøndalen           | 4–1        | Geithus            |
| Neset               | 4–0        | Sverre             |
| Nydalen             | 2–1        | Selbak             |
| Pors                | 5–0        | Sandefjord BK      |
| Ranheim             | 4–2        | Orkanger           |
| Sandaker            | 1–5        | Moss               |
| Sarpsborg           | 3–0        | Gresvik            |
| Skiens Grane        | 1–0        | Kongsberg          |
| Skiold              | 5–2 (h.u.) | Fram Larvik        |
| Snøgg               | 3–2        | Vålerengen         |
| Sparta              | 2–5 (h.u.) | Drafn              |
| Start               | 3–1        | Flekkefjord        |
| Torp                | 1–2        | Lillestrøm         |
| Tønsberg-Kameratene | 1–9        | Skeid              |
| Viking              | 2–1        | Vard               |
| Aalesund            | 3–0        | Molde              |
| Årstad              | 1–0        | Trane              |

## Harmadik kör
| 1. csapat   | Eredmény | 2. csapat    |
| ----------- | -------- | ------------ |
| Rollon      | 0–2      | Aalesund     |
| Brann       | 1–0      | Årstad       |
| Djerv       | 2–3      | Drafn        |
| Fredrikstad | 8–1      | Nydalen      |
| Freidig     | 3–7      | Kvik         |
| Frigg Oslo  | 7–1      | Lisleby      |
| Gimsøy      | 1–2      | Mjøndalen    |
| Gjøvik-Lyn  | 3–2      | Gjøa         |
| Start       | 1–0      | Grane        |
| Moss        | 3–1      | Skiens Grane |
| Kvik Halden | 1–6      | Lyn          |
| Lillestrøm  | 2–0      | Pors         |
| Neset       | 2–0      | Ranheim      |
| Skiold      | 1–2      | Sarpsborg    |
| Skeid       | 3–0      | Snøgg        |
| Stavanger   | 1–3      | Viking       |

## Negyedik kör
| 1. csapat  | Eredmény | 2. csapat   |
| ---------- | -------- | ----------- |
| Drafn      | 1–2      | Aalesund    |
| Brann      | 0–7      | Moss        |
| Frigg Oslo | 0–1      | Fredrikstad |
| Kvik       | 1–3      | Neset       |
| Lyn        | 3–0      | Lillestrøm  |
| Sarpsborg  | 1–0      | Gjøvik-Lyn  |
| Mjøndalen  | 0–2      | Skeid       |
| Viking     | 5–0      | Start       |

## Negyeddöntők
| 1. csapat   | Eredmény   | 2. csapat |
| ----------- | ---------- | --------- |
| Skeid       | 3–2        | Aalesund  |
| Fredrikstad | 10–0       | Viking    |
| Moss        | 1–1 (h.u.) | Lyn       |
| Neset       | 1–3        | Sarpsborg |
| Újrajátszás |            |           |
| Moss        | 2–1        | Lyn       |

## Elődöntők
| 1. csapat | Eredmény | 2. csapat   |
| --------- | -------- | ----------- |
| Sarpsborg | 0–1      | Fredrikstad |
| Skeid     | 6–3      | Moss        |

## Döntő
| 194. október 13. |

| Fredrikstad                             | 3–0 | Skeid |
| --------------------------------------- | --- | ----- |
| Ileby 36' 51' Brynildsen 70' (11-esből) |     |       |

| Ullevaal Stadion, Oslo Nézőszám: 31 410 Játékvezető: Thorleiv Nordbø (Frigg Oslo) |